# Maria Pia Grasso
Maria Pia Grasso (1960) es una naturalista y botánica italiana.

## Algunas publicaciones

### Libros
- 1994. Epipactis muelleri Godfery ssp. cerritae ssp. nov. Volumen 2 de Die Orchidee. Ed. Dt. Orchideen-Ges. 56 pp.

- La abreviatura «M.P.Grasso» se emplea para indicar a Maria Pia Grasso como autoridad en la descripción y clasificación científica de los vegetales.[1]